# Les Champs-Élysées
Les Champs-Élysées – utwór amerykańsko-francuskiego piosenkarza Joe Dassina, wydany w 1969 roku na albumie Joe Dassin (Les Champs-Élysées). Jest to francuska adaptacja utworu „Waterloo Road”, napisanego rok wcześniej w języku angielskim przez kompozytora Michaela Wilshawa i autora tekstów Michaela Deighana. Podczas gdy oryginalna wersja utworu dotyczy ulicy Waterloo Road w Londynie, wersja Dassina odnosi się do Pól Elizejskich w Paryżu.

## Kompozycja
Piosenka pierwotnie nosiła tytuł „Waterloo Road” (tekst w języku angielskim napisał Michael Anthony Deighan, a muzykę skomponował Michael Wilshaw) i została wydana w 1968 roku przez brytyjski zespół rockowy Jason Crest. Następnie francuski autor tekstów Pierre Delanoë zaadaptował tekst na język francuski.

## Wydanie francuskie
Francuska wersja utworu „Les Champs-Élysées” została wydana przez Joe Dassina na stronie B singla w 1969 roku, z utworem „Le Chemin de papa” na stronie A. Dassin nagrał później wersje piosenki w języku angielskim, włoskim, niemieckim i japońskim.
Podczas gdy oryginalna wersja piosenki odniosła niewielki sukces, utwór „Les Champs-Élysées” znalazł się na listach przebojów w kilku krajach europejskich, a w sierpniu 1969 roku we Francji zajął pierwsze miejsce na niektórych listach przebojów (np. IFOP), sprzedając się ostatecznie w liczbie 600 tysięcy egzemplarzy.

## Lista utworów i format singla
- Francja (7” winyl) (CBS 4281)[2]

1. „Le Chemin de papa” (2:22)
2. „Les Champs-Élysées” (2:40)

## Pozycje na listach przebojów
| Lista (1969)                              | Pozycja |
| ----------------------------------------- | ------- |
| Belgia (Ultratop 50 Singles (Flandria))   | 4       |
| Holandia (Single Top 100)                 | 16      |
| Niemcy Zachodnie (Official German Charts) | 31      |
| Szwajcaria (Singles Top 100)              | 5       |

## Covery utworu i wykorzystanie w kulturze popularnej
W tym samym roku co Joe Dassin (1969) piosenkę wykonała słoweńska (wówczas jugosłowiańska) piosenkarka Majda Sepe pod tytułem Šuštarski most (tekst utworu odnosi się w tej wersji do Mostu Szewców w Lublanie). Amerykański zespół punkrockowy NOFX wydał cover utworu na albumie So Long and Thanks for All the Shoes z 1997 roku. Cały utwór odtwarzany jest podczas napisów końcowych filmu Wesa Andersona Pociąg do Darjeeling. W 2018 roku Paul Pogba i Benjamin Mendy przerobili piosenkę, aby uhonorować gwiazdę Chelsea F.C. i reprezentacji Francji w piłce nożnej N'Golo Kante. Wersja ta zyskała dużą popularność we Francji podczas walki o tytuł francuskiej drużyny w Mistrzostwach Świata w Piłce Nożnej 2018.